# Pseudinca striatus
Pseudinca striatus är en skalbaggsart som beskrevs av Valck Lucassen 1933. Pseudinca striatus ingår i släktet Pseudinca och familjen Cetoniidae. Inga underarter finns listade i Catalogue of Life.